# Фут-джоб
Фут-джоб (англ. foot job) — сексуальная практика, подразумевающая активный или пассивный процесс мастурбации полового члена ступнями партнёра. 

## Описание
Различают toejob — стимуляция пальцами ног и solejob — ступнями. Обычно практику исполняют мужчине, иногда партнёр может мастурбировать женщине клитор или ласкать грудь.

## Виды

### Пассивный вид
При пассивном сдавливании мужчина складывает ступни партнёра вместе таким образом, чтобы образовалось небольшое пространство, и имитирует половой акт, стимулируя пенис только ступнями. Оптимальны заранее увлажнённые стопы, протёртые от излишков увлажняющего крема. Чрезмерно увлажнённые ступни приводят к неудобству при выполнении стимуляционных движений и даже к болевым ощущениям у мужчины.

### Активный вид
- При активном стимулировании партнёр может находиться на спине, или на животе. При первом варианте партнёр сжимает член ступнями или пальцами ног, и проводит сдавливающие движения. Активное сдавливание ступнями на животе является наиболее привлекательным вариантом фут-джоба, так как мужчина имеет возможность наблюдать ступни — основной визуальный объект фут-фетишиста, на протяжении всего процесса, избегая взгляда партнёра. Так же при варианте сдавливания ступнями на животе активный партнёр испытывает наименьшую нагрузку. В этом случае партнёр может замедлить темп сдавливающих движений в момент приближения эякуляции у мужчины, затягивая процесс и вызывая избыточные ощущения у партнёра. Другой вариант активного стимулирования возможен при положении мужчины лёжа, и расположении партнёра таким образом, чтобы обеспечить возможность стимулирования полового члена, путём придавливания его к лобку и животу партнёра.
- При активном стимулировании женского влагалища ступнями, партнеры располагаются друг напротив друга в лежачем или полу-лежачем положении, что обеспечивает возможность массировать влагалище всей ступней и пальцами ноги, а также располагает к взаимной стимуляции половых органов ступнями обоих партнёров.